# IC 1630
IC 1630 је спирална галаксија у сазвјежђу Феникс која се налази на листи објеката дубоког неба у Индекс каталогу.
Деклинација објекта је - 46° 45' 15" а ректасцензија 1h 8m 16,8s. Привидна величина (магнитуда) објекта IC 1630 износи 14,4 а фотографска магнитуда 15,2. Налази се на удаљености од 90,253 милиона парсека од Сунца. IC 1630 је још познат и под ознакама ESO 243-36, AM 0106-470, DRCG 41-39, PGC 4036.